# PRVNÍ REPUBLIKA (politické hnutí)
PRVNÍ REPUBLIKA (zkratka NÁRODOVCI) bylo české nacionalistické politické hnutí. Vzniklo v listopadu 2018 a celou dobu je vedl Matouš Bulíř.
Dne 11. dubna 2022 bylo hnutí Nejvyšším správním soudem pozastaveno. 12. prosince 2023 NSS hnutí rozpustil.

## Postoje
Hnutí se profilovalo jako nacionalistické a hlásilo se k „odkazu husitskému, legionářskému, a v návaznosti na to prvorepublikovému.“ Zároveň tvrdě vystupovalo proti Evropské unii, např. i vyměňováním SPZ s vlajkou EU za SPZ s českým lvem. Hnutí také souhlasilo s československým odsunem Němců po druhé světové válce. Též se vymezovalo proti islámu nebo LGBT+.

## Výsledky

### Evropský parlament
| Volby | Hlasy | %    | Mandáty |
| ----- | ----- | ---- | ------- |
| 2019  | 844   | 0,03 | 0/21    |